# 羅斯科 (喬治亞州)
羅斯科（英語：Roscoe）是位於美國喬治亞州考維塔縣的一個非建制地區。該地的面積和人口皆未知。

## 地理
羅斯科的座標為33°29′41″N 84°49′20″W / 33.49472°N 84.82222°W，而該地的平均海拔高度為262米（即860英尺）。